# Abderrahmane Chibane
Pour les articles homonymes, voir Chibane.
Abderrahmane Chibane, né le 23 février 1918 à Chorfa (wilaya de Bouira) en Kabylie et mort le 12 août 2011 à Alger, est un théologien algérien, président de l'Association des oulémas musulmans algériens. Il fut ministre des Affaires religieuses entre 1980 et 1986.

## Parcours politique
Après avoir introduit l'islam comme religions de l'état dans la constitution algérienne, le président Houari Boumédiène
intègre les membres de l'Association des oulémas musulmans algériens au sein du gouvernement parmi eux : Abderhamen Chibane, Ahmed Taoufik El Madani, Mouloud Kacem, Boualem Baki, Ahmed Hamani, etc.